# Bratske
Bratske (en ucraniano: Братське) es un pueblo ucraniano perteneciente al óblast de Mikolaiv. Situado en el sur del país, es parte del raión de Voznesensk y centro del municipio (hromada) de homónimo.

## Toponimia
El nombre de la ciudad en otros idiomas de importancia en el asentamiento es Brátskoye (en ruso: Братское).

## Geografía
Bratske está a orillas del río Mertvovod, afluente del Bug Meridional, 113 km al suroeste de Kropivnitski y 121 km al norte de Mikolaiv.  

## Historia
Bratske fue fundada por los cosacos de Zaporiyia en el siglo XVIII. En la década de 1860, pertenecía al uyezd de Yelisavetgradsk de la gobernación de Jersón.
El 16 de abril de 1920, la gobernación de Jersón pasó a llamarse gobernación de Nikolaiev y el 21 de octubre de 1922 se fusionó con la gobernación de Odesa. En 1923, se abolieron los distritos de la República Socialista Soviética de Ucrania y las gobernaciones se dividieron en okruhas. En 1923 se fundó el raión de Bratske con el centro administrativo ubicado en Bratske, que pertenecía al ókrug de Lizavethrad (en 1924 pasó a llamarse ókrug de Zinovievsk). En 1925, las gobernaciones fueron abolidas y los ókrugs quedaron directamente subordinados a la República Socialista Soviética de Ucrania. En 1930, se abolieron los ókrugs y, el 27 de febrero de 1932, se estableció el óblast de Odesa y Bratske se incluyó en él. 
Durante la Segunda Guerra Mundial, Bratske fue ocupada por las tropas de la Wehrmacht el 7 de agosto de 1941 y liberada por las tropas del Ejército Rojo el 19 de marzo de 1944.
En 1944, el raión de Bratske fue transferido al óblast de Mikolaiv. En 1956, a Bratske se le concedió el estatus de asentamiento de tipo urbano.
Hasta el 18 de julio de 2020, Bratske fue centro del raión de Bratske. El raión se abolió en julio de 2020 como parte de la reforma administrativa de Ucrania, que redujo el número de rayones del óblast de Mikolaiv a cuatro. El área del raión de Bratske se fusionó con el raión de Voznesensk.En 2023, Bratske perdió el estatus de asentamiento de tipo urbano debido a la eliminación de este estatus administrativo.

## Demografía
La evolución de la población de Bratske entre 1883 y 2022 fue la siguiente:
| 1159                                                          | 2360 | 5823 | 5493 | 6741 | 6925 | 6178 | 5313 | 5164 | 4953 |
| (Fuente: Cities & Towns of Ukraine y UKRAINE: Größere Städte) |      |      |      |      |      |      |      |      |      |

Según el censo de 2001, la lengua materna de la mayoría de los habitantes, el 94,88%, es el ucraniano; del 4,1%, el ruso.

## Infraestructura

### Transportes
La carretera territorial T 1510 pasa por Bratske. La estación de tren más cercana, a 25 kilómetros al noroeste, se encuentra en Liudmilivka, en la línea ferroviaria que conecta Odesa y Pomichna. 